# Guangdong
Guangdong ([kwɑ̀ŋtʊ́ŋ]ⓘ; chiń. upr. 广东; chiń. trad. 廣東; pinyin Guǎngdōng; Wade-Giles Kuang-tung; jyutping gwong2 dung1) – południowo-wschodnia prowincja Chińskiej Republiki Ludowej. Jest najliczniej zaludnioną prowincją w Chinach.
Jej przestarzała nazwa pochodząca z transkrypcji francuskiej brzmi Prowincja Kanton, co utrudnia identyfikację, bo Kanton to także spolszczona nazwa Guangzhou, stolicy prowincji Guangdong. W prowincji Guangdong, a także w Hongkongu i Makau używany jest język kantoński.
Powierzchnia: 179 800 km²
Liczba ludności: 126 012 510 (2020)
W prowincji uprawia się ryż, pszenicę, kukurydzę, trzcinę cukrową, herbatę, orzeszki ziemne oraz kenaf. Ponadto w prowincji rozwinął się przemysł górniczy, odzieżowy, elektroniczny, spożywczy, maszynowy, chemiczny, petrochemiczny, stoczniowy, porcelanowy, materiałów budowlanych oraz hutniczy.
Wizytówką miasta, prowincji i kraju są Targi Kantońskie.